# Peter Beck (Beamter)
Peter Beck (* 9. Januar 1951 in Ringsted) ist ein dänischer Beamter.

## Leben
Peter Beck ist der Sohn des Hofbesitzers Keld Thomas Beck († 1998) und der Lehrerin Annelise Andersen († 2004). Er schloss 1970 die Schule ab, verbrachte ein Jahr in Frankreich und studierte anschließend von 1971 bis 1978 Wirtschaft an der Universität Kopenhagen.
Nach dem Wehrdienst wurde er noch im selben Jahr bei der Gladsaxe Kommune angestellt. Von 1981 bis 1984 arbeitete er in der wirtschaftlich-statistischen Abteilung des dänischen Kommunalverbands. Von 1984 bis 1988 war er Wirtschaftschef der Ringsted Kommune.
1988 zog er nach Grönland, wo er Wirtschaftsdirektor der Regierung wurde. Von 1991 bis 1992 war er kurzzeitig Regierungsdirektor und anschließend wieder Wirtschaftsdirektor. Von 2004 bis 2007 saß er als Experte in der Arbeitsgruppe für Wirtschaft in der Selvstyrekommission. Ab 2008 war er nicht mehr Direktor, aber weiterhin für die grönländische Regierung tätig.
Am 9. Januar 2014 erhielt er den Nersornaat in Silber. Er ist zudem Ritter des Dannebrogordens.